# Beethoven's Guitar Shred
Beethoven's Guitar Shred é o segundo DVD da premiada guitarrista virtuose inglesa The Great Kat. Foi lançado em 2009, sob o selo TPR Records.
| “ | “A guitarra é um instrumento que permite virtuosismo, assim como o violino. Transcrevi nota por nota solos complexos de violino e orquestrações para a guitarra ‘shred’ em uma banda de metal. Beethoven era um pianista brilhante, além de também tocar violino e viola. Sua principal e genial característica eram suas virtuosas e complicadas orquestrações contrapontísticas. Em meu novo DVD, gravei versões para a 5ª Sinfonia. O mais difícil foi editar todas as partes de forma que ficassem suaves, polidas e com cada transição bem costurada. Tive de dominar esse material na incrível velocidade de 390 bpm para várias partes de guitarra e violino”. | ” |

## Faixas
| N.º            | Título                           | Álbum original        | Duração |  |
| 1.             | "Flight of the Bumblebee"        | Beethoven on Speed    |         |  |
| 2.             | "Torture Techniques"             | previously unreleased |         |  |
| 3.             | "Paganini's Caprice #24"         | Beethoven on Speed    |         |  |
| 4.             | "Blood"                          | Bloody Vivaldi        |         |  |
| 5.             | "Beethoven's 5th Symphony"       | Beethoven on Speed    |         |  |
| 6.             | "Islamofascists"                 | previously unreleased |         |  |
| 7.             | "Bach's Brandenburg Concerto #3" | previously unreleased |         |  |
| Duração total: | Duração total:                   | Duração total:        | 9min    |  |